# Maidenhead
Maidenhead – miasto w Wielkiej Brytanii, w Anglii, w hrabstwie ceremonialnym Berkshire, w unitary authority Windsor and Maidenhead. Miasto położone jest nad rzeką Tamizą, 41,4 km od Charing Cross w Londynie.

## Miasta partnerskie
- Saint-Cloud
- Bad Godesberg
- Frascati